# Фэрхоп (Алабама)
Фэрхоп (англ. Fairhope) — город в округе Болдуин в американском штате Алабама. По данным переписи населения США 2020 года, численность населения составляла 22 477 человек.

## Население
| 2010   | 2012    | 2020    |
| ------ | ------- | ------- |
| 15 326 | ↗16 479 | ↗22 477 |